# ميغيل ريفيرو
ميغيل ريفيرو (14 مارس 1952 - ) هو لاعب كرة قدم كوبي في مركز الدفاع، شارك في الألعاب الأولمبية الصيفية 1976. وشارك مع منتخب كوبا لكرة القدم. أما مع النوادي، فقد لعب مع FC La Habana ‏.

## وصلات خارجية
- ميغيل ريفيرو على موقع الاتحاد الدولي (مؤرشف)  (الإنجليزية)
- ميغيل ريفيرو على موقع ناشيونال فوتبول تيمز (الإنجليزية)
- ميغيل ريفيرو على موقع عالم كرة القدم.نت (الإنجليزية)
- ميغيل ريفيرو على موقع اللجنة الأولمبية الدولية (الإنجليزية)
- ميغيل ريفيرو على موقع أوليمبيديا (الإنجليزية)